# Paul Pena
Paul Pena (* 26. Januar 1950 in Hyannis, Massachusetts; † 1. Oktober 2005 in San Francisco, Kalifornien) war ein  US-amerikanischer Bluesmusiker.

## Leben
Der durch ein Glaukom von Kindheit an blinde Bluesmusiker Paul Pena wurde international bekannt durch den Oscar nominierten Dokumentarfilm Genghis Blues (Roko Belic, 1999). Aufgrund seiner extrem tiefen Stimme wurde er auch "Earthquake" genannt. Er beherrschte die Gesangskunst des Khöömej (Obertongesang) und war ein Meister des Kargyraa (Untertongesang). 1995 gewann er beim internationalen Khöömej Wettbewerb in Kysyl, Tuwa, den Publikumspreis. Er schrieb u. a. den Hit "Jet Airliner" mit dem die Steve Miller Band einen Hit landete. Seine durch den Dokumentarfilm erlangte Berühmtheit führte dazu, dass sein bereits 1973 aufgenommenes Album "New Train" schließlich am 26. September 2000 auf CD veröffentlicht wurde. Auf diesem Album spielten unter anderen Jerry García, Merle Saunders und The Persuasions als Gastmusiker mit.
In seiner Jugend lernte Paul Klavier, Gitarre, Kontrabass, Geige und ein wenig Trompete. Er spielte und sang beliebte Jazz- und Kapverdischen Balladen mit seinem Vater, einem professionellen Jazz-Musiker.
Später spielte Paul mit vielen Größen des Blues, John Lee Hooker, BB King, Muddy Waters, Mississippi Fred McDowell, Big Bones und T-Bone Walker, mit dem er beim Montreux Jazz Festival 1972 gastierte (Mitschnitt).